# AJPW World Tag Team Championship
El Campeonato Mundial de Parejas de la AJPW (世界タッグ王座, sekai taggu ōza) es el máximo campeonato de parejas de la promoción japonesa All Japan Pro Wrestling. 
Fue creado el 10 de junio de 1988 como unificación de dos anteriores títulos de pareja; el Campeonato Mundial de Parejas PWF (fundado en 1984), y el Campeonato Internacional de Parejas NWA (traído a Japón en 1966), cuando los titulares PWF Jumbo Tsuruta y Yoshiaki Yatsu vencieron a sus contrapartes de la NWA, los Road Warriors Como con la AJPW Triple Crown Heavyweight Championship, está simbolizado por cuatro cinturones, dos para cada titular, representando los títulos anteriores. 
Ha habido un total de 96 campeones individuales reconocidos y 69 parejas reconocidas, quienes han tenido un número combinado de 99 reinados oficiales.

## Lista de campeones

### Campeones
| N.º                 | Orden de reinado en la historia                                                                   |
| Rei                 | Número de reinado para la pareja mencionada                                                       |
| Show o Evento       | El show en que el título cambia de manos                                                          |
| Luchador Nombre (#) | El número representa los reinados individuales de un luchador, en contraste con los de la pareja. |
| —                   | Utilizado para vacancias para no contarlas como reinados oficiales                                |
| +                   | Indica que el reinado actual está cambiando diariamente                                           |

| #       | Campeones                                                   | Rei | Fecha                    | Días | Lugar                         | Cartelera                                                                            | Notas | Ref.          |
| ------- | ----------------------------------------------------------- | --- | ------------------------ | ---- | ----------------------------- | ------------------------------------------------------------------------------------ | --- | ------------- |
| 1       | Gorin Konbi (Jumbo Tsuruta (1) & Yoshiaki Yatsu (1))        | 1   | 10 de junio de 1988      | 49   | Tokio, Japón                  | House Show                                                                           | Tsuruta & Yatsu, Campeones Mundiales en Parejas de PWF, derrotaron a los Campeones Internacionales en Parejas de NWA Road Warriors para unificar los títulos. | [ 1 ]         |
| 2       | Fuchin Gyorai (Terry Gordy (1) & Stan Hansen (1))           | 1   | 29 de julio de 1988      | 2    | Takasaki, Japón               | AJPW Summer Action Series 1988 - Night 21                                            | | [ 2 ] [ 3 ]   |
| 3       | Gorin Konbi (Jumbo Tsuruta (2) & Yoshiaki Yatsu (2))        | 2   | 31 de julio de 1988      | 29   | Hakodate, Japón               | AJPW Summer Action Series 1988 - Night 23: Great Kojika Retirement                   | | [ 2 ]         |
| 4       | Ryugenhou (Ashura Hara (1) & Genichiro Tenryu (1))          | 1   | 29 de agosto de 1988     | 1    | Tokio, Japón                  | AJPW Summer Action Series II 1988 - Night 6: Bruiser Brody Memorial Night In Budokan | | [ 2 ]         |
| 5       | Gorin Konbi (Jumbo Tsuruta (3) & Yoshiaki Yatsu (3))        | 3   | 30 de agosto de 1988     | 81   | Osaka, Japón                  | AJPW Summer Action Series II 1988 - Night 7                                          | | [ 2 ]         |
| —       | Vacante                                                     | —   | 19 de noviembre de 1988  | —    | —                             | —                                                                                    | Dejan los títulos para el torneo anual de parejas. | [ 1 ]         |
| 6       | Fuchin Gyorai (Terry Gordy (2) & Stan Hansen (2))           | 2   | 16 de diciembre de 1988  | 51   | Tokio, Japón                  |                                                                                      | Ganaron el World's Strongest Tag Determination League. | [ 2 ]         |
| 7       | Gorin Konbi (Jumbo Tsuruta (4) & Yoshiaki Yatsu (4))        | 4   | 2 de febrero de 1989     | 159  | Ciudad de Kansas, Misuri, EUA |                                                                                      | | [ 1 ]         |
| 8       | Ryukanhou (Stan Hansen (3) & Genichiro Tenryu (2))          | 1   | 11 de julio de 1989      | 11   | Sapporo, Japón                |                                                                                      | | [ 2 ]         |
| 9       | Gorin Konbi (Jumbo Tsuruta (5) & Yoshiaki Yatsu(5))         | 5   | 22 de julio de 1989      | 90   | Kanazawa, Japón               |                                                                                      | | [ 2 ]         |
| 10      | Ryukanhou (Stan Hansen (4) & Genichiro Tenryu (3))          | 2   | 20 de octubre de 1989    | 40   | Tokio, Japón                  |                                                                                      | | [ 2 ]         |
| —       | Vacantes                                                    | —   | 29 de noviembre de 1989  | —    | —                             | —                                                                                    | Quedaron vacantes para que los títulos pudieran decidirse en el World's Strongest Tag Determination League.                                                   | [ 1 ]         |
| 11      | Ryukanhou (Stan Hansen (5) & Genichiro Tenryu (4))          | 3   | 6 de diciembre de 1989   | 90   | Tokio, Japón                  | House Show                                                                           | Ganaron el World's Strongest Tag Determination League. | [ 2 ]         |
| 12      | Satsujin Gyorai (Terry Gordy (3) & Steve Williams (1))      | 1   | 6 de marzo de 1990       | 135  | Tokio, Japón                  | House Show                                                                           | | [ 2 ]         |
| 13      | The Great Kabuki (1) & Jumbo Tsuruta (6)                    | 1   | 19 de julio de 1990      | 8    | Takefu, Japón                 |                                                                                      | | [ 2 ]         |
| 13.5 !— | Vacante                                                     | —   | 30 de julio de 1990      | —    | —                             | —                                                                                    | Debido a que Kabuki se fue de la compañía. | [ 1 ]         |
| 14      | Satsujin Gyorai (Terry Gordy (4) & Steve Williams (2))      | 2   | 7 de diciembre de 1990   | 132  | Tokio, Japón                  |                                                                                      | Ganaron el World's Strongest Tag Determination League. | [ 2 ]         |
| 15      | Stan Hansen (6) & Danny Spivey (1)                          | 1   | 18 de abril de 1991      | 79   | Tokio, Japón                  |                                                                                      | | [ 2 ]         |
| 16      | Satsujin Gyorai (Terry Gordy (5) & Steve Williams (3))      | 3   | 6 de julio de 1991       | 18   | Yokosuka, Japón               | House Show                                                                           | | [ 2 ]         |
| 17      | Toshiaki Kawada (1) & Mitsuharu Misawa (1)                  | 1   | 24 de julio de 1991      | 135  | Kanazawa, Japón               | House Show                                                                           | | [ 2 ]         |
| —       | Vacantes                                                    | —   | 6 de diciembre de 1991   | —    | —                             | —                                                                                    | Quedaron vacantes para que los títulos pudieran decidirse en el World's Strongest Tag Determination League.                                                   | [ 1 ]         |
| 18      | Satsujin Gyorai (Terry Gordy (6) & Steve Williams (4))      | 4   | 6 de diciembre de 1991   | 89   | Tokio, Japón                  | House Show                                                                           | Ganaron el World's Strongest Tag Determination League. | [ 2 ]         |
| 19      | Akira Taue (1) & Jumbo Tsuruta (7)                          | 1   | 4 de marzo de 1992       | 254  | Tokio, Japón                  | House Show                                                                           | | [ 2 ]         |
| —       | Vacantes                                                    | —   | 13 de noviembre de 1992  | —    | —                             |                                                                                      | debido a que Tsuruta sufrió una enfermedad del hígado. | [ 1 ]         |
| 20      | Toshiaki Kawada (2) & Mitsuharu Misawa (2)                  | 2   | 4 de diciembre de 1992   | 57   | Tokio, Japón                  | House Show                                                                           | Ganaron el World's Strongest Tag Determination League. | [ 2 ]         |
| 21      | Satsujin Gyorai (Terry Gordy (7) & Steve Williams (5))      | 5   | 30 de enero de 1993      | 110  | Chiba, Japón                  | House Show                                                                           | | [ 2 ]         |
| 22      | The Holy Demon Army (Toshiaki Kawada (3) & Akira Taue (2))  | 1   | 20 de mayo de 1993       | 106  | Sapporo, Japón                | House Show                                                                           | | [ 2 ]         |
| 23      | Ted DiBiase (1) & Stan Hansen (7)                           | 1   | 3 de septiembre de 1993  | 71   | Tokio, Japón                  | House Show                                                                           | | [ 2 ]         |
| 23.5 !— | Vacantes                                                    | —   | 13 de noviembre de 1993  | —    | —                             | —                                                                                    | Debido a que DiBiase se rompió la espalda y tuvo que retirarse permanentemente.                                                                               | [ 1 ]         |
| 24      | Kenta Kobashi (1) & Mitsuharu Misawa (3)                    | 1   | 3 de diciembre de 1993   | 351  | Tokio, Japón                  | House Show                                                                           | Ganaron el World's Strongest Tag Determination League. | [ 2 ]         |
| —       | Vacantes                                                    | —   | 19 de noviembre de 1994  | —    | —                             | —                                                                                    | Quedaron vacantes para que los títulos pudieran decidirse en el World's Strongest Tag Determination League.                                                   | [ 1 ]         |
| 25      | Kenta Kobashi (2) & Mitsuharu Misawa (4)                    | 2   | 10 de diciembre de 1994  | 181  | Tokio, Japón                  | House Show                                                                           | Ganan el torneo anual de parejas. | [ 2 ]         |
| 26      | The Holy Demon Army (Toshiaki Kawada (4) & Akira Taue (3))  | 2   | 9 de junio de 1995       | 229  | Tokio, Japón                  | House Show                                                                           | | [ 2 ]         |
| 27      | Gary Albright (1) & Stan Hansen (8)                         | 1   | 24 de enero de 1996      | 27   | Matsumoto, Japón              | House Show                                                                           | | [ 2 ]         |
| 28      | The Holy Demon Army (Toshiaki Kawada (5) & Akira Taue (4))  | 3   | 20 de febrero de 1996    | 93   | Morioka, Japón                | House Show                                                                           | | [ 2 ]         |
| 29      | Jun Akiyama (1) & Mitsuharu Misawa (5)                      | 1   | 23 de mayo de 1996       | 105  | Sapporo, Japón                | House Show                                                                           | | [ 2 ]         |
| 30      | Johnny Ace (1) & Steve Williams (6)                         | 1   | 5 de septiembre de 1996  | 134  | Tokio, Japón                  | House Show                                                                           | | [ 2 ]         |
| 31      | The Holy Demon Army (Toshiaki Kawada (6)) & Akira Taue (5)) | 4   | 17 de enero de 1997      | 130  | Matsumoto, Japón              | House Show                                                                           | | [ 2 ]         |
| 32      | G.E.T. (Johnny Ace (2) & Kenta Kobashi (3))                 | 1   | 27 de mayo de 1997       | 59   | Sapporo, Japón                |                                                                                      | | [ 2 ]         |
| 33      | T.O.P. (Gary Albright (2) & Steve Williams (7))             | 1   | 25 de julio de 1997      | 71   | Tokio, Japón                  | House Show                                                                           | | [ 2 ]         |
| 34      | G.E.T. (Johnny Ace (3) & Kenta Kobashi (4))                 | 2   | 4 de octubre de 1997     | 113  | Nagoya, Japón                 | House Show                                                                           | | [ 2 ]         |
| 35      | The Holy Demon Army (Toshiaki Kawada (7) & Akira Taue (6))  | 5   | 25 de enero de 1998      | 347  | Yokohama, Japón               | House Show                                                                           | | [ 2 ]         |
| 36      | Jun Akiyama (2) & Kenta Kobashi (5)                         | 1   | 7 de enero de 1999       | 153  | Hidaka, Japón                 | New Year Giant Series - Noche 5.                                                     | | [ 4 ]         |
| 37      | Johnny Ace (4) & Bart Gunn (1)                              | 1   | 9 de junio de 1999       | 44   | Sendai, Japón                 | Super Power Series - Noche 13.                                                       | | [ 5 ]         |
| 38      | No Fear (Takao Omori (1) & Yoshihiro Takayama (1))          | 1   | 23 de julio de 1999      | 33   | Tokio, Japón                  | Summer Action Series - Noche 14.                                                     | También ostentaron los Campeonatos en Parejas de Toda Asia.                                                                                                   | [ 6 ]         |
| 39      | Mitsuharu Misawa (6) & Yoshinari Ogawa (1)                  | 1   | 25 de agosto de 1999     | 59   | Hiroshima, Japón              | Summer Action Series II tour                                                         | Ganaron ambos títulos; dejando vacantes los Títulos en Parejas de Toda Asia para darles oportunidad a otros equipos.                                          | [ 7 ]         |
| 40      | Jun Akiyama (3) & Kenta Kobashi (6)                         | 2   | 23 de octubre de 1999    | 120  | Nagoya, Japón                 | October Giant Series tour.                                                           | | [ 8 ]         |
| 41      | Vader (1) & Steve Williams (8)                              | 1   | 20 de febrero de 2000    | 58   | Kobe, Japón                   | Excite Series tour.                                                                  | | [ 9 ]         |
| —       | Vacantes                                                    | —   | 7 de abril de 2000       | —    | —                             |                                                                                      | Debido a que Vader se fracturó el brazo izquierdo. | [ 2 ]         |
| 42      | The Holy Demon Army (Toshiaki Kawada (8)) & Akira Taue (7)) | 6   | 9 de junio de 2000       | 7    | Tokio, Japón                  | Super Power Series tour                                                              | Derrotaron a No Fear (Takao Omori & Yoshihiro Takayama) en la Final de un Torneo.                                                                             | [ 10 ]        |
| —       | Vacantes                                                    | —   | 16 de junio de 2000      | —    | —                             | —                                                                                    | Debido a que Taue se fue de la compañía. | [ 2 ]         |
| 43      | Taiyō Kea (1) & Johnny Smith (1)                            | 1   | 14 de enero de 2001      | 191  | Tokio, Japón                  | New Year Giant Series tour                                                           | Derrotaron a Masanobu Fuchi & Toshiaki Kawada (playoff entre segundo y tercer lugar del torneo anual).                                                        | [ 11 ]        |
| 44      | Yoji Anjo (1) & Genichiro Tenryu (5)                        | 1   | 14 de julio de 2001      | 100  | Tokio, Japón                  | Summer Action Series tour.                                                           | | [ 12 ]        |
| 45      | Taiyō Kea (2) & Keiji Mutoh (1)                             | 1   | 22 de octubre de 2001    | 268  | Niigata, Japón                | October Giant Series tour.                                                           | | [ 13 ]        |
| 46      | KroniK (Brian Adams (1) & Bryan Clark (1))                  | 1   | 17 de julio de 2002      | 85   | Osaka, Japón                  | Summer Action Series tour.                                                           | | [ 14 ]        |
| —       | Vacantes                                                    | —   | 10 de octubre de 2002    | —    | —                             | —                                                                                    | Debido a que Adams se convirtió en boxeador profesional. | [ 1 ]         |
| 47      | Taiyō Kea (3) & Satoshi Kojima (1)                          | 1   | 6 de diciembre de 2002   | 153  | Tokio, Japón                  | AJPW Real World Tag League 2002 - Night 11                                           | Ganaron el World's Strongest Tag Determination League. | [ 2 ]         |
| —       | Vacantes                                                    | —   | 8 de mayo de 2003        | —    | —                             | —                                                                                    | Debido a que No defiendieron los títulos por largo tiempo. | [ 1 ]         |
| 48      | Arashi (1) & Keiji Mutoh (2)                                | 1   | 8 de junio de 2003       | 224  | Yokohama, Japón               | Super Power Series tour                                                              | Derrotaron a Satoshi Kojima & Jimmy Yang en la Final de un Torneo.                                                                                            | [ 15 ] [ 16 ] |
| 49      | Kojikaz (Kaz Hayashi (1) & Satoshi Kojima (2))              | 1   | 18 de enero de 2004      | 146  | Osaka, Japón                  | New Year Giant Series tour.                                                          | | [ 17 ] [ 18 ] |
| 50      | Kendo Kashin (1) & Yuji Nagata (1)                          | 1   | 12 de junio de 2004      | 188  | Nagoya, Japón                 | Crossover tour.                                                                      | | [ 19 ]        |
| —       | Vacantes                                                    | —   | 12 de diciembre de 2004  | —    | —                             | —                                                                                    | Debido a que No defendieron los títulos en un largo tiempo.                                                                                                   | [ 1 ]         |
| 51      | Jamal (1) & Taiyō Kea (4)                                   | 1   | 16 de enero de 2005      | 323  | Osaka, Japón                  | New Year Shining Series tour                                                         | Derrotaron a Hiroshi Tanahashi & Yutaka Yoshie. | [ 20 ]        |
| —       | Vacantes                                                    | —   | 5 de diciembre de 2005   | —    | —                             | —                                                                                    | Debido a que Jamal firmó con la WWE. | [ 21 ]        |
| 52      | Toshiaki Kawada (9) & Taiyō Kea (5)                         | 1   | 17 de febrero de 2007    | 190  | Tokio, Japón                  | Pro Wrestling Love in Ryogoku vol. 2                                                 | Derrotaron a Voodoo Murders (RO'Z & Suwama) por los títulos vacantes.                                                                                         | [ 22 ]        |
| 53      | Voodoo Murders (Satoshi Kojima (3) & TARU (1))              | 1   | 26 de agosto de 2007     | 130  | Tokio, Japón                  | Pro Wrestling Love in Ryogoku vol. 3                                                 | | [ 23 ]        |
| 54      | Joe Doering (1) & Keiji Mutoh (3)                           | 1   | 3 de enero de 2008       | 177  | Tokio, Japón                  | New Year Shining Series tour.                                                        | | [ 24 ]        |
| 55      | Taiyō Kea (6) & Minoru Suzuki (1)                           | 1   | 28 de junio de 2008      | 554  | Osaka, Japón                  | Crossover tour.                                                                      | |               |
| 56      | Masakatsu Funaki (1) & Keiji Mutoh (4)                      | 1   | 3 de enero de 2010       | 65   | Tokio, Japón                  | New Year Shining Series tour.                                                        | |               |
| —       | Vacantes                                                    | —   | 9 de marzo de 2010       | —    | —                             | —                                                                                    | Debido a que Muto se lastimó la rodilla y requirió de una operación.                                                                                          | [ 1 ]         |
| 57      | Taiyō Kea (7) & Akebono (1)                                 | 1   | 4 de julio de 2010       | 217  | Osaka, Japan                  | Crossover tour                                                                       | Derrotaron a Suwama & Ryota Hama para ganar los títulos vacantes.                                                                                             |               |
| 58      | Voodoo Murders (Joe Doering (2) & KONO (1))                 | 1   | 6 de febrero de 2011     | 117  | Tokio, Japón                  | Excite Series 2011 — Día 1                                                           | |               |
| —       | Vacantes                                                    | —   | 3 de junio de 2011       | —    | —                             | —                                                                                    | Debido a la suspensión de KONO. | [ 1 ]         |
| 59      | The Great Muta (5) & KENSO (1)                              | 1   | 19 de junio de 2011      | 126  | Tokio, Japón                  | Pro-Wrestling Love In Ryogoku Vol. 12                                                | Derrotaron a SMOP (Akebono & Ryota Hama) para ganar los títulos vacantes.                                                                                     |               |
| 60      | The Black Family (Dark Cuervo (1) & Dark Ozz (1))           | 1   | 23 de octubre de 2011    | 149  | Tokio, Japón                  | Pro-Wrestling Love In Ryogoku Vol. 13                                                | |               |
| 61      | Get Wild (Manabu Soya (1) & Takao Omori (2))                | 1   | 20 de marzo de 2012      | 61   | Tokio, Japón                  | Pro-Wrestling Love In Ryogoku Vol. 14                                                | |               |
| 62      | Joe Doering (3) & Seiya Sanada (1)                          | 1   | 20 de mayo de 2012       | 28   | Fukuoka, Japón                | AJPW 40th Anniversary Year Rise Up Tour 2012                                         | |               |
| 63      | Get Wild (Manabu Soya (2) & Takao Omori (3))                | 2   | 17 de junio de 2012      | 135  | Tokio, Japón                  | AJPW 40th Anniversary Year Cross Over 2012                                           | |               |
| —       | Vacantes                                                    | —   | 30 de octubre de 2012    | —    | Tokio, Japón                  | —                                                                                    | Dejan los títulos para el torneo anual de parejas. | [ 2 ]         |
| 64      | Get Wild (Manabu Soya (3) & Takao Omori (4))                | 3   | 30 de noviembre de 2012  | 107  | Tokio, Japón                  | AJPW 40th Anniversary: World 's Strongest Tag Determination League 2012 tour         | Ganaron el World 's Strongest Tag Determination League 2012.                                                                                                  |               |
| 65      | Burning (Go Shiozaki & Jun Akiyama (4))                     | 1   | 17 de marzo de 2013      | 219  | Tokio, Japón                  | Pro-Wrestling Love In Ryogoku 2013 ~ Basic & Dynamic                                 | |               |
| 66      | Evolution (Suwama (1) & Joe Doering (4))                    | 1   | 22 de octubre de 2013    | 249  | Niigata, Japón                | AJPW Anniversary Tour 2013                                                           | |               |
| 67      | Wild Burning (Jun Akiyama (5) & Takao Omori (5))            | 1   | 28 de junio de 2014      | 117  | Sapporo, Japón                | AJPW Dynamite Series 2014                                                            | |               |
| —       | Vacantes                                                    | —   | 23 de octubre de 2014    | —    | Tokio, Japón                  | —                                                                                    | Dejaron los títulos vacantes para que se puedan determinar en el World's Strongest Tag Determination League.                                                  | [ 2 ]         |
| 68      | Wild Burning (Jun Akiyama (6) & Takao Omori (6))            | 2   | 6 de diciembre de 2014   | 106  | Tokio, Japón                  | AJPW Real World Tag League 2014                                                      | Ganaron el World 's Strongest Tag Determination League 2014, derrotando a Go Shiozaki& Kento Miyahara en la Final.                                            |               |
| 69      | Akebono (2) & Yutaka Yoshie (1)                             | 1   | 22 de marzo de 2015      | 45   | Fukuoka, Japón                | AJPW Dream Powers Series 2014                                                        | |               |
| 70      | Xceed (Go Shiozaki (2) & Kento Miyahara (1))                | 1   | 6 de mayo de 2015        | 145  | Tokio, Japón                  | AJPW Super Power Series 2015                                                         | |               |
| —       | Vacantes                                                    | —   | 28 de septiembre de 2015 | —    | —                             | —                                                                                    | Debido a que Shiozaki dejó la compañía. | [ 25 ]        |
| 71      | The Big Guns (Bodyguard (1) & Zeus (1))                     | 1   | 23 de diciembre de 2015  | 175  | Osaka, Japón                  | Wrestle Dream                                                                        | Derrotaron a Jun Akiyama & Takao Omori (playoff entre segundo y tercer lugar del torneo anual) para ganar los títulos vacantes.                               |               |
| 72      | Daisuke Sekimoto (1) & Yuji Okabayashi (1)                  | 1   | 15 de junio de 2016      | 165  | Tokio, Japón                  | 2016 Dynamite Series                                                                 | |               |
| 73      | The Big Guns (Bodyguard (2) & Zeus (2))                     | 2   | 27 de noviembre de 2016  | 175  | Tokyo, Japón                  | Zen Nihon Puroresu in Ryōgoku Kokugikan                                              | |               |
| 74      | Kai (1) & Kengo Mashimo (1)                                 | 1   | 21 de mayo de 2017       | 21   | Tokyo, Japón                  | 2017 Super Power Series                                                              | |               |
| 75      | The Big Guns (Bodyguard (3) & Zeus (3))                     | 3   | 11 de junio de 2017      | 36   | Tokyo, Japón                  | 2017 Dynamite Series                                                                 | |               |
| 76      | Nextream (Jake Lee (1) & Naoya Nomura (1))                  | 1   | 17 de julio de 2017      | 15   | Tokyo, Japón                  | 2017 Summer Action Series                                                            | |               |
| —       | vacantes                                                    | —   | 1 de agosto de 2017      | —    |                               |                                                                                      | Debido a que Lee quedó fuera de acción por una lesión en la rodilla.                                                                                          | [ 26 ]        |
| 77      | Daisuke Sekimoto (2) & Yuji Okabayashi (2)                  | 2   | 27 de agosto de 2017     | 50   | Tokyo, Japón                  | 2017 Summer Explosion                                                                | Derrotaron a Kai & Naoya Nomura para ganar los títulos vacantes.                                                                                              |               |
| —       | vacantes                                                    | —   | 16 de octubre de 2017    | —    | —                             | —                                                                                    | Debido a que Okabayashi sufrió una lesión de hombro. | [ 27 ]        |
| 78      | Wild Burning (Jun Akiyama (7) & Takao Omori (7))            | 3   | 21 de octubre de 2017    | 74   | Yokohama, Japón               | Jun Akiyama and Takao Omori Debut 25th Anniversary Show                              | Derrotaron a Daisuke Sekimoto & Ryuji Ito para ganar los títulos vacantes.                                                                                    |               |
| 79      | Suwama (2) & Shuji Ishikawa (1)                             | 1   | 3 de enero de 2018       | 31   | Tokyo, Japón                  | New Year Giant Series                                                                | |               |
| 80      | Kento Miyahara (2) & Yoshitatsu (1)                         | 1   | 3 de febrero de 2018     | 22   | Yokohama, Japón               | Yokohama Twilight Blues Special 2018                                                 | |               |
| 81      | The Big Guns (Bodyguard (4) & Zeus (4))                     | 4   | 25 de febrero de 2018    | 28   | Osaka, Japón                  | 2018 Excite Series                                                                   | |               |
| 82      | Dylan James (1) & Ryoji Sai (1)                             | 1   | 25 de marzo de 2018      | 97   | Saitama, Japón                | 2018 Power Dream Series                                                              | |               |
| 83      | Violent Giants (Suwama (3) & Shuji Ishikawa (2))            | 2   | 30 de junio de 2018      | 197  | Sapporo, Japón                | 2018 Dynamite Series                                                                 | |               |
| 84      | Strong BJ (Daisuke Sekimoto (3) & Yuji Okabayashi (3))      | 3   | 13 de enero de 2019      | 65   | Tokyo, Japón                  | BJW To Was Gat Early                                                                 | Ganaron los títulos en un show de Big Japan Pro Wrestling. |               |
| 85      | Violent Giants (Suwama (4) & Shuji Ishikawa (3))            | 3   | 19 de marzo de 2019      | 168  | Tokyo, Japón                  | 2019 Dream Power Series                                                              | |               |
| 86      | Zeus (5) & Ryoji Sai (2)                                    | 1   | 3 de septiembre de 2019  | 121  | Tokyo, Japón                  | 2019 Summer Explosion                                                                | |               |
| 87      | Violent Giants (Suwama (5) & Shuji Ishikawa (4))            | 4   | 2 de enero de 2020       | 367  | Tokyo, Japón                  | AJPW New Year Wars 2020                                                              | |               |
| 88      | NEXTREAM (Kento Miyahara (3) & Yuma Aoyagi (1))             | 1   | 2 de enero de 2021       | 248  | Tokyo, Japón                  | AJPW New Year Wars 2021                                                              | | [ 28 ]        |
| 89      | Runaway Suplex (Shotaro Ashino (1) & Suwama (6))            | 1   | 7 de septiembre de 2021  | 249  | Tokyo, Japón                  | AJPW Super Deluxe Series                                                             | | [ 29 ]        |
| 90      | Twin Towers (Shuji Ishikawa (5) & Kohei Sato (1))           | 1   | 14 de mayo de 2022       | 36   | Sapporo, Japón                | AJPW Super Power Series                                                              | | [ 30 ]        |
| 91      | Gungnir of Anarchy (Shotaro Ashino (2) & Ryuki Honda (1))   | 1   | 19 de junio de 2022      | 126  | Tokyo, Japón                  | AJPW Champions Night 4: 50th Anniversary Tour                                        | | [ 31 ]        |
| 92      | Voodoo Murders (Kono (2) & Suwama (7))                      |     | 23 de octubre de 2022    | 76   | Osaka, Japón                  | AJPW Raising An Army Memorial Series 2022                                            | | [ 32 ]        |
| 93      | Kento Miyahara (4) & Takuya Nomura (1)                      | 1   | 2 de enero de 2023       | 20   | Tokyo, Japón                  | AJPW New Year Giant Series 2023 — Día 1                                              | | [ 33 ]        |
| 94      | Yuma Aoyagi (2) & Naoya Nomura (2)                          | 1   | 22 de enero de 2023      | 58   | Tokyo, Japón                  | AJPW New Year Giant Series 2023 — Noche 5                                            | | [ 34 ]        |
| 95      | Kongo (Kenoh (1) & Manabu Soya (4))                         | 1   | 21 de marzo de 2023      | 86   | Tokyo, Japón                  | AJPW Dream Series 2023 — Noche 3                                                     | | [ 35 ]        |
| 96      | Zen Nisshin Jidai (Kento Miyahara (5) & Yuma Aoyagi (3))    | 2   | 15 de junio de 2023      | 116  | Tokyo, Japón                  | AJPW Dynamite Series 2023 - Noche 2                                                  | | [ 36 ]        |
| 97      | Saito Brothers (Jun Saito (1) & Rei Saito (1))              | 1   | 9 de octubre de 2023     | 125  | Kakuda, Japón                 | AJPW Raising An Army Memorial Series 2023 - noche 2                                  | | [ 37 ]        |
| —       | Vacantes                                                    | —   | 11 de febrero de 2024    | —    | —                             | —                                                                                    | Debido a que Rei sufrió una lesión de hombro. |               |
| 98      | Hideki Suzuki (1) & Suwama (8)                              | 1   | 25 de febrero de 2024    | 34   | Kyoto, Japón                  | AJPW Excite Series - Día 4                                                           | Derrotaron a Zen Nisshin Jidai (Kento Miyahara & Yuma Aoyagi) para ganar los títulos vacantes.                                                                | [ 38 ]        |
| 99      | Saito Brothers (Jun Saito (2) & Rei Saito (2))              | 2   | 30 de marzo de 2024      | 344  | Tokio, Japón                  | AJPW Dream Power Series 2024 - Noche 5                                               | | [ 39 ]        |
| 100     | Kento Miyahara (6) & Yuma Aoyagi (4)                        | 3   | 9 de marzo de 2025       | 147  | Tokyo, Japón                  | AJPW Dynamite Series 2025 — Noche 1                                                  | |               |
| 101     | Kengo Mashimo (2) & Hideki Suzuki (2)                       | 1   | 3 de agosto de 2025      | 3+   | Tokyo, Japón                  | AJPW Nettou Summer Action Wars 2025 — Noche 1                                        | |               |